# Петар Нейков
Петар Нейко (болг. Петър Нейков; нар. 1879, Бреїла — пом. 1968, Софія — болгарський дипломат і публіцист. Консул Болгарії в Києві, Українська Держава (1918).

## Біографія
Народився у Браїлі, Валахія. Його батько родом з Копривштиці і його мати з Свіштова. Його бабуся по материній лінії була грекинею з Принцевих островів в Мармуровому морі недалеко від Стамбула. Вчився в Браїлі, Свіштові та Софії. Між 1899 і 1903 вивчав право у Женеві. Одружився зі швейцаркою, дочкою багатого власника пивоварного заводу в Женеві.
Після закінчення університету він приєднався до Міністерства закордонних та релігійних справ Болгарії. Співпрацював з гумористичною газетою «Болгарія» під псевдоніми «Дипломатус Магнус» і «Магнус». Через символічний протест проти короля Фердинанда I в 1905 був звільнений з міністерства.
З 1906 почав викладати у вищій школі та займався журналістикою. Підтримував дружні відносини з такими людьми, як Александр Малинов, Елин Пелин, Александар Божинов, Александар Балабанов, Іван Вазов.
У 1905 зустрів Лору Каравелову, зустрічається з нею з перервами до 1910 і через неї розлучився зі своєю першою дружиною.
Навесні та влітку 1918 р. був направлений асистентом посла Івана Шишманова в болгарське дипломатичне представництво в Українській Державі, здійснював консульські функції. 
З листопада 1918 по 1920 рік керував болгарською місією в Будапешті.